# Magné (Deux-Sèvres)
Magné – miejscowość i gmina we Francji, w regionie Nowa Akwitania, w departamencie Deux-Sèvres.
Według danych na rok 1990 gminę zamieszkiwało 2717 osób, a gęstość zaludnienia wynosiła 184 osób/km² (wśród 1467 gmin regionu Poitou-Charentes Magné plasuje się na 93. miejscu pod względem liczby ludności, natomiast pod względem powierzchni na miejscu 596.).